# Angus T. Jones
Angus Turner Jones (ur. 8 października 1993 w Austin) – były amerykański aktor dziecięcy. Największą popularność przyniosła mu rola Jake’a  w serialu Dwóch i pół (Two and a Half Men, 2003).

## Filmografia
- Agencie podaj łapę (See Spot Run, 2001)
- Debiutant (The Rookie, 2002)
- Wszystko się wali (Bringing Down the House, 2003)
- Hannah Montana, 2010 jako T.J
- Dwóch i pół , 2003-2015 jako Jake Harper